# The Farmer Takes a Wife (1935)
The Farmer Takes a Wife (br: Amor Singelo) é um filme estadunidense de 1935 dirigido por Victor Fleming, e estrelado por Janet Gaynor, Henry Fonda e Charles Bickford.
O filme foi baseado em um romance chamado Rome Haul, de Walter D. Edmonds, publicado em 1929. Em 1934, o livro foi adaptado para a Broadway por Marc Connelly e Frank B. Elser. A peça estrelou Henry Fonda e June Walker. A Fox Film Corporation (que eventualmente se tornou 20th Century Fox) comprou os direitos da peça para Janet Gaynor, uma das atrizes mais populares do estúdio na época. Apesar de Henry Fonda ter interpretado o papel de Dan Harrow na Broadway e ter recebido muitos elogios da crítica, a Fox inicialmente não o queria para o filme porque ele nunca havia aparecido na tela antes.

## Elenco
- Janet Gaynor ...Molly Larkins
- Henry Fonda ...Dan Harrow
- Charles Bickford ...Jotham Klore
- Slim Summerville ...Fortune Friendly
- Andy Devine ...Elmer Otway
- Roger Imhof ...Samson 'Sam' Weaver
- Jane Withers ...Della
- Margaret Hamilton ...Lucy Gurget
- Sig Ruman ...Blacksmith
- John Qualen ...Sol Tinker
- Kitty Kelly ...Ivy
- Robert Gleckler ...Fisher

## Recepção da critica
O New York Herald Tribune disse: "Charme e cores atmosféricas são duas qualidades que é difícil para a tela capturar com sucesso e porque The Farmer Takes a Wife ministra os dois de forma atraente, merece aprovação como um excelente filme".

## Adaptação
The Farmer Takes a Wife foi refeito em 1953 como um musical estrelado por Betty Grable e Dale Robertson.